# Tony Stewart (fútbol americano)

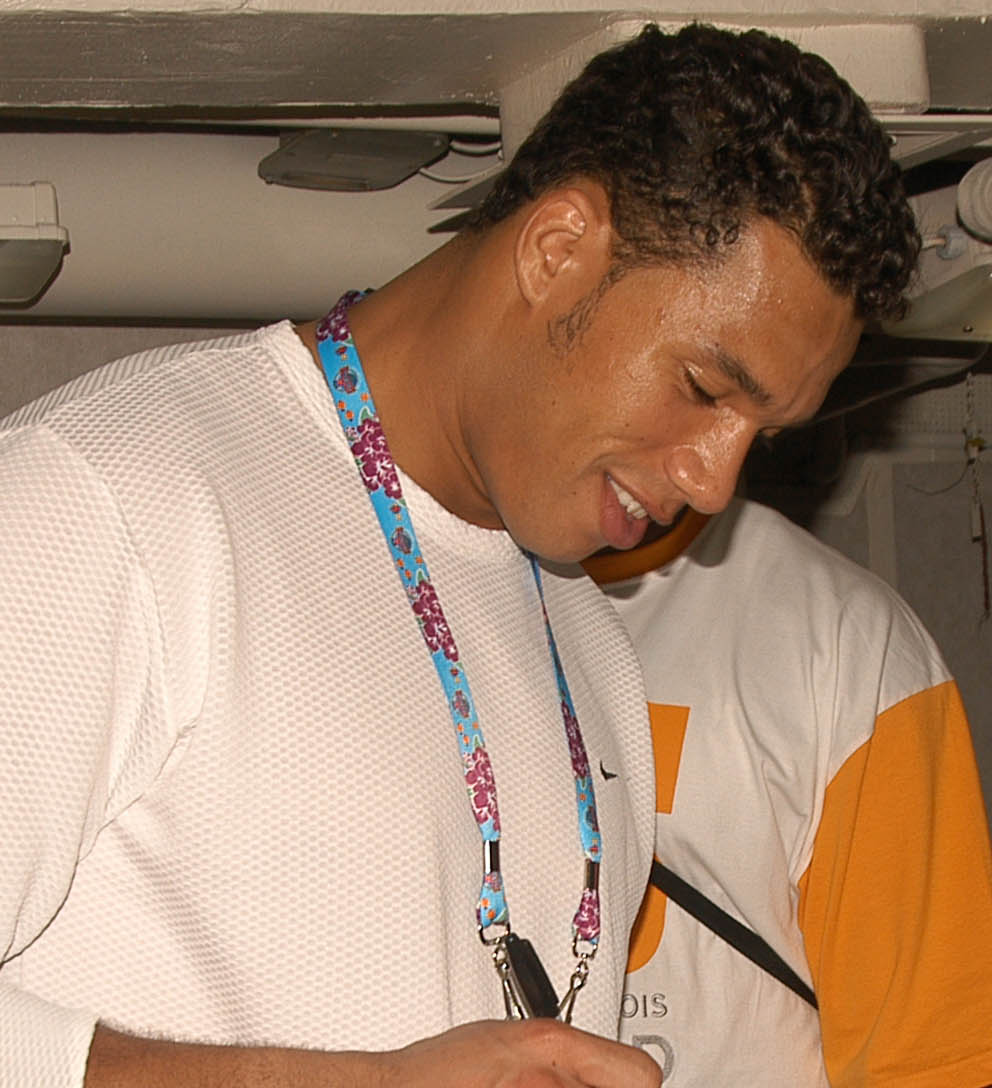
Tony Stewart.

Tony Alexander Stewart (Lohne, Alemania, 9 de agosto de 1979) es un jugador de fútbol americano para los Raiders de Oakland en el NFL. Su posición es tight end. Él jugó con Penn State Nittany Lions en el NCAA. Fue drafteado por los Philadelphia Eagles en la quinta ronda del draft del 2001.